# Salud subóptima
Estado de salud subóptima (SHS por sus siglas en inglés), o sub-salud (en chino: 亚健康), se puede definir como “un estado caracterizado por algunas alteraciones en las conductas psicológicas o características físicas, o en algunos índices de examen médico, sin características típicas patológicos”. Se considera como un concepto de trabajo terapéutico que define una etapa intermedia entre la salud y la enfermedad.
 
Las personas  que son sub-saludables tienen  una variedad de síntomas incómodos, pero sin ningún tipo de enfermedades evidentes y diagnosticables que puedan ser identificados a través de métodos de observación médica estándar.
 
Este concepto se presentó por primera vez como "el tercer estado" por el estudioso de la antigua Unión Soviética, Berkman, a mediados de la década de 1980. < 
También se puede interpretar como diferentes términos como "estado intermedio", "estado gris" o "malestar general". Sub-salud es un término que se utiliza ampliamente por los  chinos, o en relación con la medicina tradicional china (TCM). 
Algunos sienten que el término SHS ha sido inventado para vender a la gente productos médicos.

## Signos y síntomas
Los signos y síntomas considerados indicadores de SHS incluyen dolores,  fatiga crónica, indigestión, trastornos del sueño,  congestión,  nerviosismo, distracción, náuseas, y bajo estado de ánimo

## Diagnóstico
Los criterios para el diagnóstico de sub-salud, 
se definieron como la presencia de más de una de las siguientes anomalías: índice de masa corporal mayor a 25 kg/m² o circunferencia de la cintura mayor a 102 cm en hombres y 88 cm en las mujeres; 120-139 mmHg como presión sistólica y / o diastólica 80-89 mmHg; triglicéridos en un número mayor al nivel de 150 mg / dL, colesterol total mayor de 200 mg / dL y / o nivel de colesterol de lipoproteínas de alta densidad menor que 40 mg / dl en los hombres y 50 mg / dl en las mujeres; nivel de glucosa sérica 110-125 mg / dl; la tasa de filtración glomerular estimada 60-89 ml / min / 1,73 m²; niveles de enzimas hepáticas en las pruebas de función hepática entre 41 a 59 U / L, o con enfermedad de hígado graso, pero menor al 33% de hepatocitos afectados; niveles de biomarcadores de estrés oxidativo más allá del rango de referencia del 95%; o problemas con tanto la calidad del sueño como con el estado psicológico.

## Estado de salud de la población
A pesar de los importantes avances en la medicina y la salud pública, la salud subóptima persiste. La comprensión de la salud a nivel poblacional es un enfoque que busca mejorar la salud de toda una población o subpoblación, para desentrañar las variaciones en los resultados de salud, e identificar estrategias efectivas para reducir o eliminar las desigualdades dentro y entre los grupos de población.
Cualquier base para la comprensión de la salud de la población considera: 1) cómo se define la salud de la población y se mide; 2) los determinantes biológicos, conductuales, culturales, sociales y ambientales de la salud de la población; 3) el papel de la asistencia sanitaria y la toma de decisiones económicas en la salud de la población; y 4) intervención y políticas estratégicas para mejorar la salud de la población.
Los parámetros para medir lo que llamamos 'salud' y 'bienestar' es un asunto de la investigación en salud en curso y causa de debates. La definición de términos es fundamental, que abarca  Medicina alternativa,  bienestar laboral,  ausencia de enfermedad, y la definición de los más altos estándares de la ONU alcanzables para un  individuo y para el bienestar de la población.
Los ingenieros han propuesto métodos digitales, portátiles para muchos de esos individuos para vigilar de cerca sus condiciones de salud, con la esperanza de conseguir que necesite demandas de ambos grupos SHS y grupos de mayor edad. Tal sistema de salud propuesto, que puede proporcionar el autocontrol del propio estado de salud, la alerta temprana de la enfermedad, e incluso un informe instantáneo del análisis de señales fisiológicas de los individuos, se está volviendo más y más popular entre muchas personas chinas principalmente, en parte porque sus fundamentos teóricos se basan en la medicina tradicional china.